# Музей подарков Киевской городской администрации
Музей подарков Киевской городской администрации (укр. Музей подарунків Київської міської адміністрації) — музей, посвящённый подаркам и сувенирам, которые были презентованы киевским государственным чиновникам.

## История
Музей подарков Киевской городской администрации был открыт в начале 2007 года, но всеобщему доступу открылся лишь в 2010 году и призван показать жителям Киева и гостям столицы, как ведётся борьба с коррупцией среди высокопоставленных киевских чиновников. Подарки, полученные в рамках деловых поездок и встреч чиновников и превышающие стоимость в триста гривен, должны будут переданы в пользу государства в течение трёх рабочих дней после получения или по прибытии из командировки.

Единственная уступка, на которую пошёл городской голова Киева Леонид Черновецкий, состоит в том, что каждый депутат или чиновник имеет право выкупить приглянувшийся ему подарок, заплатив в казну столицы оценочную стоимость сувенира. Если подарок не выкупается, то все затраты на его транспортировку оплачиваются из бюджета города. В музей не принимаются подаренные цветы и конфеты.

Все экспонаты можно посмотреть в здании Киевской городской администрации в холле Колонного зала.
С каждым годом количество подарков в музее только уменьшается.

## Экспонаты
За несколько лет скопилось более 1000 экспонатов, но взору киевлян представлены около сотни избранных подарков и сувениров. В основном это подарки «мэру всех киевлян» Леониду Черновецкому, а также его первым заместителям и депутатам Киевского городского совета.

Некоторые из экспонатов музея:
- грузинский коньяк 57-летней выдержки, презентованный Леониду Черновецкому в честь 57-го дня рождения
- сигары из Гаваны
- иконы, вышитые вручную
- нож из дамасской стали с рукояткой из бивня мамонта
- статуэтка городского головы Черновецкого, держащего в руках национальный символ — трезубец на синем фоне, а вместо сердца — люди. Статуэтка была подарена сыном Степаном
- серебряная монета номиналом 100 гривен и весом один килограмм
- телефон с ониксовым корпусом, подаренный Олесю Довгому.

## Посещение музея
Для посещения музея необходимо предварительно зарегистрироваться в Украинском доме. При посещении музей, на входе необходимо предъявить паспорт или документ, удостоверяющий личность. Вход бесплатный.